# Agnesiella polita
Agnesiella polita (лат.) — вид прыгающих насекомых-цикадок рода Agnesiella из подсемейства Typhlocybinae.

## Распространение
Китай, Hubei Province (Xingshan, Longmen river, 1300 м), Guangxi Province  (Guilin Huaping National Nature Reserve, 500 м).

## Описание
Мелкие цикадки со стройным телом и прыгательными задними ногами. Длина 3,25 мм. Темя и верхняя сторона груди жёлтые. Лицо с темно-коричневыми поперечными пестринами на коричневом лобно-клипеальном поле, антеклипеус и лорум бурые, щёки черно-бурые. Темя с коричневой полосой, соединяющей спереди 2 боковых круглых черно-бурых пятна. Переднеспинка с черноватым центральным овальным пятном и 2 парами черноватых боковых пятен, между центральным и боковыми пятнами 2 бурые полосы. Скутум с 2 небольшими светло-охристыми пятнами в центре, треугольники черновато-коричневые. Скутеллюм с буроватым центральным полем, обе стороны у основания наполовину желто-охристые, а у основания наполовину коричневые. Переднее крыло желтоватое с 2 пятнами на клавусе, одно из которых у основания черно-бурое, а другое коричневое, простирающееся от центральной части к кориуму; пятно на дистальном конце жилки CuA коричневатое; брохосомное поле желтоватое.

## Классификация
Вид Agnesiella был впервые описан в 2022 году китайскими энтомологами Yalin Zhang и Min Huang (Key Laboratory of Plant Protection Resources and Pest Management of Ministry of Education, Entomological Museum, Northwest A&F University, Янлин, провинция Шэньси, Китай). Сходен с таксоном Agnesiella recurva.